# Drosophila inciliata
Drosophila inciliata är en tvåvingeart som beskrevs av Elmo Hardy och Kaneshiro 1968. Drosophila inciliata ingår i släktet Drosophila och familjen daggflugor.
Artens utbredningsområde är Hawaii.